# 格洛特塔尔
格洛特塔尔是德国巴登-符腾堡州的一个市镇。总面积30.76平方公里，总人口3025人，其中男性1499人，女性1526人（2011年12月31日），人口密度98人/平方公里。